# Mouriri completens
Mouriri completens är en tvåhjärtbladig växtart som först beskrevs av Henri François Pittier, och fick sitt nu gällande namn av Karl Ewald Maximilian Burret. Mouriri completens ingår i släktet Mouriri och familjen Melastomataceae. IUCN kategoriserar arten globalt som starkt hotad. Inga underarter finns listade i Catalogue of Life.